# Åren med Laura Díaz
Åren med Laura Díaz är en roman av den mexikanske författaren Carlos Fuentes utgiven 1999.
Romanen utspelar sig i Veracruz och väver samman flera teman om huvudpersonen Laura Díaz händelserika liv, hennes familjs öden och Mexikos omvälvande 1900-talshistoria.